# Districtul Phunphin
Phunphin (în thailandeză พุนพิน) este un district (Amphoe) din provincia Surat Thani, Thailanda, cu o populație de 93.006 locuitori și o suprafață de 1.208,7 km².